# Wimmis
Wimmis är en ort och kommun i distriktet Frutigen-Niedersimmental i kantonen Bern, Schweiz. Kommunen har 2 670 invånare (2023).